# David Prinosil
David Prinosil (Olomouc, Checoslovaquia, 9 de marzo de 1973) es un exjugador de tenis alemán que logró ganar 3 títulos de sencillos y 10 de dobles en su carrera. En dobles alcanzó la final en 2 torneos de Grand Slam.

## Torneos del Grand Slam

### Dobles

#### Finalista
| Año  | Torneo               | Pareja              | Oponentes en la final          | Resultado       |
| 1993 | Roland Garros        | Marc-Kevin Goellner | Luke Jensen Murphy Jensen      | 4-6 7-6(4) 4-6  |
| 2001 | Abierto de Australia | Byron Black         | Jonas Björkman Todd Woodbridge | 1-6 7-5 4-6 4-6 |

## Torneos ATP

### Individuales

#### Títulos
| Leyenda                |
| Grand Slam (0)         |
| Tennis Masters Cup (0) |
| ATP Masters Series (0) |
| ATP Tour (3)           |

| N.º | Fecha                 | Torneo  | Superficie | Oponente en la final | Resultado      |
| --- | --------------------- | ------- | ---------- | -------------------- | -------------- |
| 1.  | 17 de julio de 1995   | Newport | Césped     | David Wheaton        | 7-6(3) 5-7 6-2 |
| 2.  | 21 de octubre de 1996 | Ostrava | Moqueta    | Petr Korda           | 6-1 6-2        |
| 3.  | 19 de junio de 2000   | Halle   | Césped     | Richard Krajicek     | 6-3 6-2        |

#### Finalista
| Leyenda                |
| Grand Slam (0)         |
| Tennis Masters Cup (0) |
| ATP Masters Series (0) |
| ATP Tour (3)           |

| N.º | Fecha                 | Torneo          | Superficie | Oponente en la final | Resultado   |
| --- | --------------------- | --------------- | ---------- | -------------------- | ----------- |
| 1.  | 9 de marzo de 1998    | Copenhague      | Moqueta    | Magnus Gustafsson    | 6-3 1-6 1-6 |
| 2.  | 8 de febrero de 1999  | San Petersburgo | Moqueta    | Marc Rosset          | 3-6 4-6     |
| 3.  | 23 de octubre de 2000 | Moscú           | Moqueta    | Yevgeny Kafelnikov   | 2-6 5-7     |

### Dobles

#### Títulos
| Leyenda                |
| Grand Slam (0)         |
| Tennis Masters Cup (0) |
| ATP Masters Series (0) |
| ATP Tour (10)          |

| N.º | Fecha                 | Torneo      | Superficie    | Pareja              | Oponentes en la final           | Resultado      |
| --- | --------------------- | ----------- | ------------- | ------------------- | ------------------------------- | -------------- |
| 1.  | 24 de febrero de 1992 | Róterdam    | Moqueta       | Marc-Kevin Goellner | Paul Haarhuis Mark Koevermans   | 6-2 6-7 7-6    |
| 2.  | 24 de agosto de 1992  | Umag        | Tierra batida | Richard Vogel       | Sander Groen Lars Koslowski     | 6-3 6-7 7-6    |
| 3.  | 23 de agosto de 1993  | Long Island | Dura          | Marc-Kevin Goellner | Arnaud Boetsch Olivier Delaitre | 6-7 7-5 6-2    |
| 4.  | 18 de agosto de 1997  | Long Island | Dura          | Marcos Ondruska     | Mark Keil T.J. Middleton        | 6-4 6-4        |
| 5.  | 19 de octubre de 1998 | Ostrava     | Moqueta       | Nicolas Kiefer      | David Adams Pavel Vízner        | 6-4 6-3        |
| 6.  | 11 de octubre de 1999 | Viena       | Dura          | Sandon Stolle       | Piet Norval Kevin Ullyett       | 6-3 6-4        |
| 7.  | 28 de febrero de 2000 | Copenhague  | Dura          | Martin Damm         | Jonas Björkman Sébastien Lareau | 6-1 5-7 7-5    |
| 8.  | 23 de octubre de 2000 | Moscú       | Moqueta       | Jonas Björkman      | Jiří Novák David Rikl           | 6-2 6-3        |
| 9.  | 13 de agosto de 2001  | Washington  | Dura          | Martin Damm         | Bob Bryan Mike Bryan            | 7-6(5) 6-3     |
| 10. | 10 de junio de 2002   | Halle       | Hierba        | David Rikl          | Jonas Björkman Todd Woodbridge  | 4-6 7-6(5) 7-5 |

#### Finalista
| Leyenda                |
| Grand Slam (2)         |
| Tennis Masters Cup (0) |
| ATP Masters Series (1) |
| ATP Tour (8)           |

| N.º | Fecha                 | Torneo               | Superficie    | Pareja              | Oponentes en la final            | Resultado         |
| --- | --------------------- | -------------------- | ------------- | ------------------- | -------------------------------- | ----------------- |
| 1.  | 24 de mayo de 1993    | Roland Garros        | Tierra batida | Marc-Kevin Goellner | Luke Jensen Murphy Jensen        | 4-6 7-6 4-6       |
| 2.  | 4 de octubre de 1993  | Toulouse             | Dura          | Udo Riglewski       | Byron Black Jonathan Stark       | 5-7 6-7           |
| 3.  | 18 de octubre de 1993 | Viena                | Moqueta       | Mike Bauer          | Byron Black Jonathan Stark       | 3-6 6-7           |
| 4.  | 28 de febrero de 1994 | Copenhague           | Moqueta       | Udo Riglewski       | Martin Damm Brett Steven         | 3-6 4-6           |
| 5.  | 17 de marzo de 1997   | San Petersburgo      | Moqueta       | Daniel Vacek        | Andrei Olhovskiy Brett Steven    | 4-6 3-6           |
| 6.  | 6 de octubre de 1997  | Viena                | Moqueta       | Marc-Kevin Goellner | Ellis Ferreira Patrick Galbraith | 3-6 4-6           |
| 7.  | 1 de marzo de 1999    | Copenhague           | Moqueta       | Marc-Kevin Goellner | Max Mirnyi Andrei Olhovskiy      | 7-6(5) 6-7(4) 1-6 |
| 8.  | 12 de junio de 2000   | Halle                | Hierba        | Mahesh Bhupathi     | Nicklas Kulti Mikael Tillström   | 6-7(4) 6-7(4)     |
| 9.  | 2 de octubre de 2000  | Hong Kong            | Dura          | Dominik Hrbatý      | Wayne Black Kevin Ullyett        | 1-6 2-6           |
| 10. | 15 de enero de 2001   | Abierto de Australia | Dura          | Byron Black         | Jonas Björkman Todd Woodbridge   | 1-6 7-5 4-6 4-6   |
| 11. | 6 de agosto de 2001   | Cincinnati TMS       | Césped        | Martin Damm         | Mahesh Bhupathi Leander Paes     | 6-7(3) 3-6        |